# 先遣急救員
先遣急救員，亦称现场应急人员，是经过专门培训，在交通事故，自然灾害或者恐怖袭击等事故发生时最先到达，并在紧急情况下提供帮助的人，通常包括护理人员、緊急救護技術員、警察、消防员、海關人員、救援人员以及与此类工作相关的其他受过培训的组织成员。经认证的现场应急人员指在某个司法管辖区获得认证以提供院前护理的人（例如法国的认证先遣急救員）。社区先遣急救員是奉派参加医疗紧急事件直到救护车到达的人。野外先遣急救員接受过培训，可以在偏远的环境中提供院前护理，因此具备临时病人包装和非机动化运输的技能。
先遣急救員通常需要培訓。因其面對的情況等具有高度不確定性，其通常需要較高的心理及身體素質。在未知傳染病爆發的情況下，先遣急救員通常最先被傳染（比如2003年的SARS爆發事件）。